# Prêmio Paul Ehrlich e Ludwig Darmstaedter
O Prêmio Paul Ehrlich e Ludwig Darmstaedter (em alemão: Paul-Ehrlich-und-Ludwig-Darmstaedter-Preis) é concedido anualmente desde 1952, por pesquisas fundamentais em medicina. A condecoração é dotada de um valor monetário de 100.000 euros. A cerimônia de entrega é na Paulskirche, em Frankfurt am Main, no dia 14 de março, data do aniversário de Paul Ehrlich.
São condecorados pesquisadores internacionais, nos campos da medicina nos quais Paul Ehrlich pesquisou. Estes são, em especial, imunologia, oncologia, hematologia, microbiologia e quimioterapia.
O prêmio, de renome internacional, é concedido pela Fundação Paul Ehrlich, tendo uma das mais altas dotações monetárias dentre os prêmios instituídos na Alemanha. Aproximadamente a metade do valor vem do Ministério da Saúde da Alemanha, A outra metade provém de doações de empresários alemães. Muitos dos agraciados receberam depois o Prêmio Nobel.
Em 2006 foi instituído também o Prêmio Paul Ehrlich e Ludwig Darmstaedter para jovens pesquisadores, atribuído a pessoas de até 40 anos de idade, por realizações de destaque no campo da pesquisa biomédica na Alemanha.

## Agraciados 1952 a 1960
| Ano  | Nº | Imagem | Nome                    | Cidade      | Citação |
| ---- | -- | ------ | ----------------------- | ----------- | ------- |
| 1952 | 1  |        | Gerhard Eißner          | Tübingen    |         |
| 1952 | 2  |        | Wolf-Helmut Wagner      | Nonnenhorn  |         |
| 1953 | 3  |        | Adolf Butenandt         | Munique     |         |
| 1954 | 4  |        | Ernst Chain             | Londres     |         |
| 1956 | 5  |        | Gerhard Domagk          | Elberfeld   |         |
| 1958 | 6  |        | Richard Kuhn            | Heidelberg  |         |
| 1960 | 7  |        | Felix Michael Haurowitz | Bloomington |         |

## Agraciados 1961 a 1970
| Ano  | Nº | Imagem | Nome                       | Cidade      | Citação |
| ---- | -- | ------ | -------------------------- | ----------- | ------- |
| 1961 | 8  |        | Albert Hewett Coons        | Boston      |         |
| 1961 | 9  |        | Günther Heymann            | Langen      |         |
| 1961 | 10 |        | Örjan Ouchterlony          | Göteborg    |         |
| 1961 | 11 |        | Jacques Oudin              | Paris       |         |
| 1962 | 12 |        | Otto Heinrich Warburg      | Berlim      |         |
| 1963 | 13 |        | Helmut Holzer              | Freiburg    |         |
| 1963 | 14 |        | Lothar Jaenicke            | Köln        |         |
| 1963 | 15 |        | Detlev Kayser              | Berlim      |         |
| 1963 | 16 |        | Tullio Terranova           | Roma        |         |
| 1964 | 17 |        | Fritz Kauffmann            | Copenhage   |         |
| 1965 | 18 |        | Otto Lüderitz              | Freiburg    |         |
| 1965 | 19 |        | Léon Le Minor              | Paris       |         |
| 1965 | 20 |        | Ida Ørskov                 | Copenhage   |         |
| 1965 | 21 |        | Frits Ørskov               | Copenhage   |         |
| 1965 | 22 |        | Bruce Stocker              | Stanford    |         |
| 1966 | 23 |        | Francis Rous               | Nova Iorque |         |
| 1967 | 24 |        | Wilhelm Bernhard           | Villejuif   |         |
| 1967 | 25 |        | Renato Dulbecco            | San Diego   |         |
| 1968 | 26 |        | Walter Thomas James Morgan | Londres     |         |
| 1968 | 27 |        | Otto Westphal              | Montreux    |         |
| 1969 | 28 |        | Hiroshi Nikaidō            | Boston      |         |
| 1969 | 29 |        | Anne-Marie Staub           | Paris       |         |
| 1969 | 30 |        | Winifred Watkins           | Londres     |         |
| 1970 | 31 |        | Ernst Ruska                | Berlim      |         |
| 1970 | 32 |        | Helmut Ruska               | Düsseldorf  |         |

## Agraciados 1971 a 1980
| Ano  | Nº | Imagem | Nome                     | Cidade         | Citação |
| ---- | -- | ------ | ------------------------ | -------------- | ------- |
| 1971 | 33 |        | Albert Claude            | Bruxelas       |         |
| 1971 | 34 |        | Keith Roberts Porter     | Boulder        |         |
| 1971 | 35 |        | Fritiof Sjöstrand        | Los Angeles    |         |
| 1972 | 36 |        | Denis Parsons Burkitt    | Londres/Uganda |         |
| 1972 | 37 |        | Jan Waldenström          | Malmo          |         |
| 1973 | 38 |        | Michael Anthony Epstein  | Bristol        |         |
| 1973 | 39 |        | Kimishige Ishizaka       | Baltimore      |         |
| 1973 | 40 |        | Dennis Howard Wright     | Southampton    |         |
| 1974 | 41 |        | James Learmonth Gowans   | Oxford         |         |
| 1974 | 42 |        | Jacques Miller           | Melbourne      |         |
| 1975 | 43 |        | George Bellamy Mackaness | Saranac Lake   |         |
| 1975 | 44 |        | Avrion Mitchison         | Londres        |         |
| 1975 | 45 |        | Morten Simonsen          | Kopenhagen     |         |
| 1976 | 46 |        | Georges Barski           | Villejuif      |         |
| 1976 | 47 |        | Boris Ephrussi           | Gif-sur-Yvette |         |
| 1977 | 48 |        | Torbjörn Caspersson      | Stockholm      |         |
| 1977 | 49 |        | John Gurdon              | Cambridge      |         |
| 1978 | 50 |        | Ludwik Gross             | Nova Iorque    |         |
| 1978 | 51 |        | Werner Schäfer           | Tübingen       |         |
| 1979 | 52 |        | Arnold Graffi            | Berlim         |         |
| 1979 | 53 |        | Otto Mühlbock            | Amsterdam      |         |
| 1979 | 54 |        | Wallace Prescott Rowe    | Bethesda       |         |
| 1980 | 55 |        | Akiba Tomoichirō         | Saitama        |         |
| 1980 | 56 |        | Hamao Umezawa            | Tóquio         |         |

## Agraciados 1981 a 1990
| Ano  | Nº | Imagem | Nome                     | Cidade            | Citação |
| ---- | -- | ------ | ------------------------ | ----------------- | ------- |
| 1981 | 57 |        | Stanley Falkow           | Seattle           |         |
| 1981 | 58 |        | Mitsuhashi Susumu        | Gunma-Ken         |         |
| 1982 | 59 |        | Niels Jerne              | Castillon du Gard |         |
| 1983 | 60 |        | Peter Doherty            | Canberra          |         |
| 1983 | 61 |        | Michael Potter           | Bethesda          |         |
| 1983 | 62 |        | Rolf Zinkernagel         | Zurique           |         |
| 1984 | 63 |        | Piet Borst               | Amsterdam         |         |
| 1984 | 64 |        | George Alan Martin Cross | Nova Iorque       |         |
| 1985 | 65 |        | Ernest Bueding           | Baltimore         |         |
| 1985 | 66 |        | Louis Howard Miller      | Bethesda          |         |
| 1985 | 67 |        | Ruth Sonntag Nussenzweig | Nova Iorque       |         |
| 1986 | 68 |        | Abner Louis Notkins      | Bethesda          |         |
| 1987 | 69 |        | Jean-François Borel      | Basileia          |         |
| 1987 | 70 |        | Hugh McDevitt            | Stanford          |         |
| 1987 | 71 |        | Felix Milgrom            | Buffalo           |         |
| 1988 | 72 |        | Peter Klaus Vogt         | Los Angeles       |         |
| 1989 | 73 |        | Stuart Aaronson          | Bethesda          |         |
| 1989 | 74 |        | Russell Doolittle        | La Jolla          |         |
| 1989 | 75 |        | Thomas Graf              | Heidelberg        |         |
| 1990 | 76 |        | Robert John Collier      | Boston            |         |
| 1990 | 77 |        | Alwin Max Pappenheimer   | Cambridge         |         |

## Agraciados 1991 a 2000
| Ano  | Nome                    | Instituição, local                                                                      | Fundamentação                                                          | Imagem           |
| ---- | ----------------------- | --------------------------------------------------------------------------------------- | ---------------------------------------------------------------------- | ---------------- |
| 1991 | Rino Rappuoli           | Universidade de Siena, Itália                                                           |                                                                        | Rino Rappuoli    |
| 1991 | Michio Ui               | Tokyo Metropolitan Institute of Medical Science, Japão                                  |                                                                        |                  |
| 1992 | Manfred Eigen           | Instituto Max Planck de Química Biofísica, Göttingen, Alemanha                          |                                                                        | Manfred Eigen    |
| 1993 | Philippa Marrack        | Universidade do Colorado em Denver e Instituto Médico Howard Hughes em Denver, Colorado |                                                                        |                  |
| 1993 | John Kappler            | Universidade do Colorado em Denver e Instituto Médico Howard Hughes em Denver, Colorado |                                                                        |                  |
| 1993 | Harald von Boehmer      | Basel Institute for Immunology em Basileia, Suiça                                       | Harald von Boehmer                                                     |                  |
| 1994 | Peter Howley            | Harvard Medical School em Boston, Massachusetts                                         |                                                                        |                  |
| 1994 | Harald zur Hausen       | Centro de Pesquisa do Câncer da Alemanha, Heidelberg, Alemanha                          | Harald zur Hausen                                                      |                  |
| 1995 | Stanley Prusiner        | Universidade da Califórnia em São Francisco                                             |                                                                        | Stanley Prusiner |
| 1996 | Pamela Bjorkman         | Instituto de Tecnologia da Califórnia em Pasadena, Califórnia                           |                                                                        | Pamela Bjorkman  |
| 1996 | Hans-Georg Rammensee    | Centro de Pesquisa do Câncer da Alemanha, Heidelberg, Alemanha                          |                                                                        |                  |
| 1996 | Jack Leonard Strominger | Universidade Harvard em Cambridge, Massachusetts                                        |                                                                        |                  |
| 1997 | Barry Marshall          | Universidade de Virgínia em Charlottesville, Virgínia                                   |                                                                        | Barry Marshall   |
| 1997 | John Robin Warren       | Royal Perth Hospital em Perth, Austrália                                                | Robin Warren                                                           |                  |
| 1998 | David Philip Lane       | Universidade de Dundee em Dundee, Escócia                                               |                                                                        |                  |
| 1998 | Arnold Jay Levine       | Universidade de Princeton em Princeton, Nova Jérsei                                     |                                                                        |                  |
| 1998 | Bert Vogelstein         | Universidade Johns Hopkins em Baltimore, Maryland                                       | Bert Vogelstein                                                        |                  |
| 1999 | Robert Gallo            | University System of Maryland em Baltimore, Maryland                                    | "…por sua descoberta de retrovírus exógenos humanos".                  | Robert Gallo     |
| 2000 | Robert Horvitz          | Instituto de Tecnologia de Massachusetts em Cambridge, Massachusetts                    | Em reconhecimento de suas contribuições para a descoberta da apoptose. |                  |
| 2000 | John Foxton Ross Kerr   | Universidade de Queensland em Brisbane, Austrália                                       | Em reconhecimento de suas contribuições para a descoberta da apoptose. |                  |

## Agraciados 2001 a 2010
| Ano  | Nome                    | Instituição, local                                                                                      | Fundamentação | Imagem              |
| ---- | ----------------------- | --- | --- | ------------------- |
| 2001 | Stephen Coplan Harrison | Universidade Harvard em Cambridge, Massachusetts                                                        | "… por seus trabalhos seminais sobre a descrição da estrutura tridimensional de proteínas virais". | Stephen C. Harrison |
| 2001 | Michael Rossmann        | Universidade de Purdue em West Lafayette, Indiana                                                       | "… por seus trabalhos seminais sobre a descrição da estrutura tridimensional de proteínas virais". |                     |
| 2002 | Craig Venter            | J. Craig Venter Institute, Rockville, Maryland                                                          | "… pela descoberta e estabelecimento de sequenciamento automatizado de bibliotecas de cDNA e pelo sequenciamento de vários organismos - desde os menores micróbios até os humanos".                                                                                        | Craig Venter        |
| 2003 | Richard Lerner          | Scripps Research Institute em La Jolla, Califórnia                                                      | "… pela prova de que anticorpos gerados pelo sistema imunológico como abzima podem ser adaptados para quaisquer funções químicas. Um grande número mecanismos de reações do tipo enzimática poderiam ser desta forma explicados em detalhes".                              |                     |
| 2003 | Peter G. Schultz        | Scripps Research Institute em La Jolla, Califórnia                                                      | "… pela prova de que anticorpos gerados pelo sistema imunológico como abzima podem ser adaptados para quaisquer funções químicas. Um grande número mecanismos de reações do tipo enzimática poderiam ser desta forma explicados em detalhes".                              |                     |
| 2004 | Tak Wah Mak             | Universidade de Toronto em Toronto, Canadá                                                              | "… por suas descobertas sobre a especificidade e função dos receptores de células T". |                     |
| 2004 | Mark Morris Davis       | Universidade Stanford em Stanford, Califórnia                                                           | "… por suas descobertas sobre a especificidade e função dos receptores de células T". | Mark M. Davis       |
| 2005 | Ian Wilmut              | Universidade de Edimburgo em Edimburgo, Escócia                                                         | "… por seus experimentos inovadores que levaram à clonagem de um mamífero". |                     |
| 2006 | Craig Mello             | Instituto Médico Howard Hughes e University of Massachusetts Medical School em Worcester, Massachusetts | "… pela descoberta dos chamados SiRNAs de cadeia dupla não codificantes, também conhecidos como mediadores de RNA de interferência (RNAi)". | Craig Mello         |
| 2006 | Andrew Fire             | Escola de Medicina da Universidade Stanford em Stanford, Califórnia                                     | "… pela descoberta dos chamados SiRNAs de cadeia dupla não codificantes, também conhecidos como mediadores de RNA de interferência (RNAi)". | Andrew Fire         |
| 2007 | Ada Yonath              | Instituto Weizmann de Ciência em Rehovot, Israel                                                        | "… por suas notáveis contribuições para a elucidação da estrutura tridimensional dos ribossomos - as complexas organelas celulares onde ocorre a biossíntese de proteínas".                                                                                                | Ada Yonath          |
| 2007 | Harry Noller            | Universidade da Califórnia em Santa Cruz em Santa Cruz, Califórnia                                      | "… por suas notáveis contribuições para a elucidação da estrutura tridimensional dos ribossomos - as complexas organelas celulares onde ocorre a biossíntese de proteínas".                                                                                                |                     |
| 2008 | Tim Mosmann             | Universidade de Rochester em Rochester, Nova Iorque                                                     | "… por suas excelentes contribuições no campo da imunologia. ... As pesquisas de Tim Mosmann levaram à descoberta de dois subtipos de linfócitos T auxiliares, as células Th1 e Th2, possibilitando novos insights sobre os mecanismos de doenças infecciosas e alergias". | Tim Mosmann         |
| 2009 | Elizabeth Blackburn     | Universidade da Califórnia em Berkeley, Califórnia                                                      | "… por suas excelentes pesquisas sobre a descoberta de telômeros e da telomerase e seu papel na divisão celular e envelhecimento celular". | Elizabeth Blackburn |
| 2009 | Carol Greider           | Universidade Johns Hopkins em Baltimore, Maryland                                                       | "… por suas excelentes pesquisas sobre a descoberta de telômeros e da telomerase e seu papel na divisão celular e envelhecimento celular". | Carol W. Greider    |
| 2010 | Charles Dinarello       | Universidade do Colorado em Denver, Colorado.                                                           | "… por suas excelentes realizações de pesquisa no campo das citocinas". | Charles Dinarello   |

## Recipientes desde 2011
| Ano  | Nome                    | Instituição                                                                           | Fundamentação para o Prêmio | Imagem                 |
| ---- | ----------------------- | ------------------------------------------------------------------------------------- | --- | ---------------------- |
| 2011 | Cesare Montecucco       | Universidade de Pádua, Itália                                                         | "... por suas notáveis realizações de investigação no domínio das doenças patogênicas como o tétano". | Cesare Montecucco      |
| 2012 | Peter Walter            | Universidade da Califórnia em São Francisco, Estados Unidos                           | "... por suas notáveis realizações de investigação no domínio da biologia celular", especialmente pela descoberta da partícula de reconhecimento de sinal.                                                                             | Peter Walter           |
| 2013 | Mary-Claire King        | Universidade de Washington em Seattle, Estados Unidos                                 | "... pela descoberta de que existe uma predisposição genética para câncer de mama". | Mary-Claire King       |
| 2014 | Michael Reth            | Institut für Biologie III da Universidade de Freiburg, Alemanha                       | " ... por suas notáveis realizações de pesquisa no campo da pesquisa de anticorpos. Ele mostrou como ativar as células B do sistema imunológico provocando a produção de anticorpos".                                                  | Michael Reth           |
| 2015 | James Patrick Allison   | M. D. Anderson Cancer Center, Universidade do Texas, Estados Unidos                   | " ... por seus trabalhos pioneiros sobre imunoterapia contra o câncer. [...] James Allison é um pioneiro da inibição checkpoint para o tratamento de melanomas avançados, Carl June desenvolveu o tratamento CART-19 contra leucemia". | James P. Allison       |
| 2015 | Carl H. June            | Pennsylvania Perelman School of Medicine, Universidade da Pensilvânia, Estados Unidos | " ... por seus trabalhos pioneiros sobre imunoterapia contra o câncer. [...] James Allison é um pioneiro da inibição checkpoint para o tratamento de melanomas avançados, Carl June desenvolveu o tratamento CART-19 contra leucemia". | Carl H. June           |
| 2016 | Emmanuelle Charpentier  | Max-Planck-Institut für Infektionsbiologie, Berlim, e Universidade de Umeå, Suécia    | " ... por seus trabalho, levando ao desenvolvimento da tesoura genética CRISPR-cas9 programável. Esta tesoura genética faz parte do sistema imunitário bacteriano".                                                                    | Emmanuelle Charpentier |
| 2016 | Jennifer Doudna         | Universidade da Califórnia, Berkeley, Estados Unidos                                  | " ... por seus trabalho, levando ao desenvolvimento da tesoura genética CRISPR-cas9 programável. Esta tesoura genética faz parte do sistema imunitário bacteriano".                                                                    | Jennifer A. Doudna     |
| 2017 | Yuan Chang              | Universidade de Pittsburgh, Estados Unidos                                            | "... por seus trabalhos sobre oncovírus". | Yuan Chang             |
| 2017 | Patrick S. Moore        | Universidade de Pittsburgh, Estados Unidos                                            | "... por seus trabalhos sobre oncovírus". | Patrick S. Moore       |
| 2018 | Anthony Cerami          |                                                                                       | por suas pesquisas sobre o mensageiro fator de necrose tumoral (TNF) e seu efeito no processo inflamatório". | Anthony Cerami         |
| 2018 | David Wallach           |                                                                                       | por suas pesquisas sobre o mensageiro fator de necrose tumoral (TNF) e seu efeito no processo inflamatório". | David Wallach          |
| 2019 | Franz-Ulrich Hartl      | Instituto Max Planck de Bioquímica, Munique                                           | "… por seus trabalhos fundamentais sobre enovelamento de proteínas". |                        |
| 2019 | Arthur Horwich          | Universidade Yale e Instituto Médico Howard Hughes                                    | "… por seus trabalhos fundamentais sobre enovelamento de proteínas". |                        |
| 2020 | Shimon Sakaguchi        | Universidade de Osaka, Japão                                                          | "… pela descoberta das células T reguladoras." | Shimon Sakaguchi       |
| 2021 | Michel Robert Silverman | Agouron Institute                                                                     | "… pela descoberta da comunicação bacterial." |                        |
| 2021 | Bonnie Bassler          | Universidade de Princeton                                                             | "… pela descoberta da comunicação bacterial." |                        |
| 2022 | Katalin Karikó          | Universidade da Pensilvânia                                                           | "... Pesquisa e desenvolvimento de RNA mensageiro (mRNA) para fins preventivos e terapêuticos". | Katalin Karikó         |
| 2022 | Özlem Türeci            | BioNTech                                                                              | "... Pesquisa e desenvolvimento de RNA mensageiro (mRNA) para fins preventivos e terapêuticos". | Özlem Türeci (2019)    |
| 2022 | Uğur Şahin              | BioNTech                                                                              | "... Pesquisa e desenvolvimento de RNA mensageiro (mRNA) para fins preventivos e terapêuticos". | Uğur Şahin (2019)      |

## Prêmio Jovens Investigadores
O Prêmio Jovens Investigadores associado ao Prêmio Paul Ehrlich e Ludwig Darmstaedter é concedido desde 2006. Os recipientes não podem ter atingido a idade de 40 anos e devem ter um excelente desempenho na Alemanha no campo da pesquisa biomédica. O prêmio em dinheiro é de até 60.000 euros e deve ser aplicado em pesquisas.

### Recipientes do Prêmio Jovens Investigadores
- 2006: Ana Martin-Villalba
- 2007: Michael Schindler
- 2008: Eckhard Lammert
- 2009: Falk Nimmerjahn
- 2010: Amparo Acker-Palmer
- 2011: Stephan Grill
- 2012: Kathrin Mädler
- 2013: James Poulet
- 2014: Andrea Ablasser
- 2015: Raja Atreya
- 2016: Claus-Dieter Kuhn
- 2017: Volker Busskamp
- 2018: Tim Julius Schulz
- 2019: Dorothee Dormann
- 2020: Judith Reichmann
- 2021: Elvira Mass, Universidade de Bonn

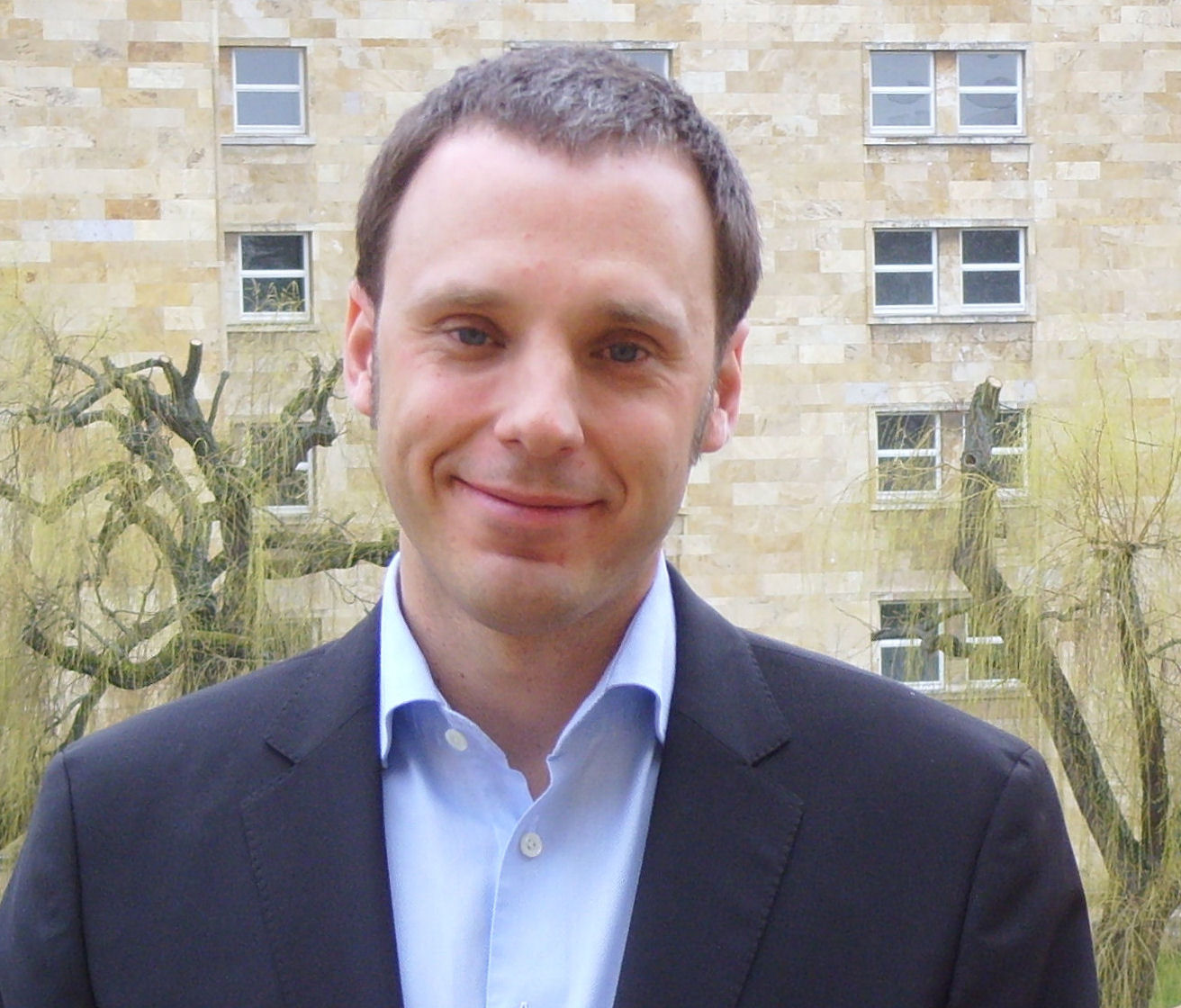
Stephan Grill
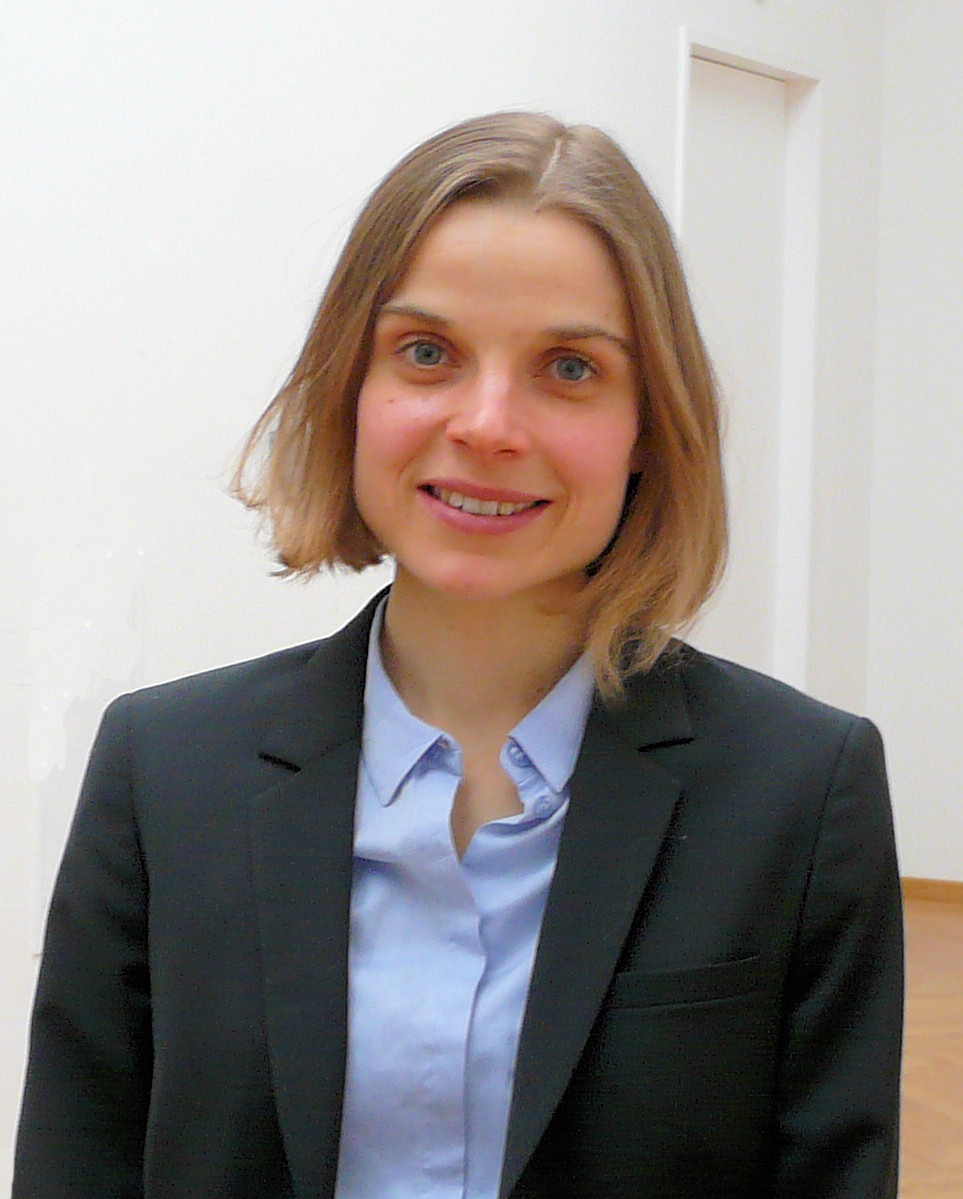
Andrea Ablasser
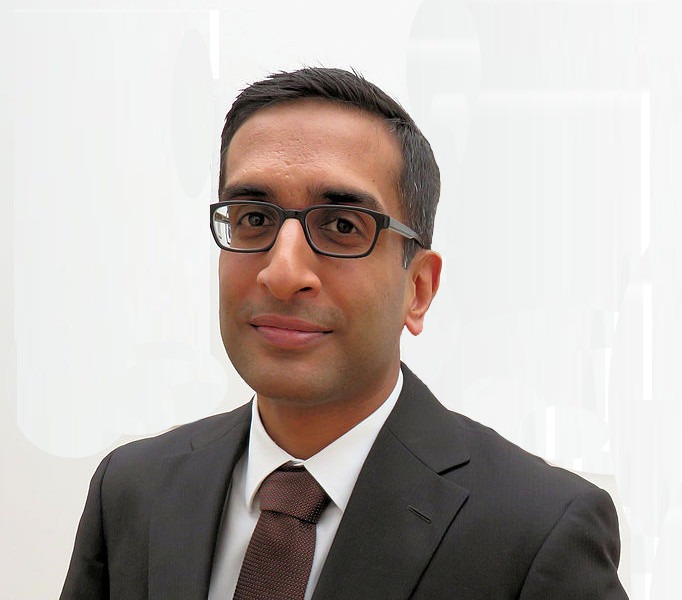
Raja Atreya
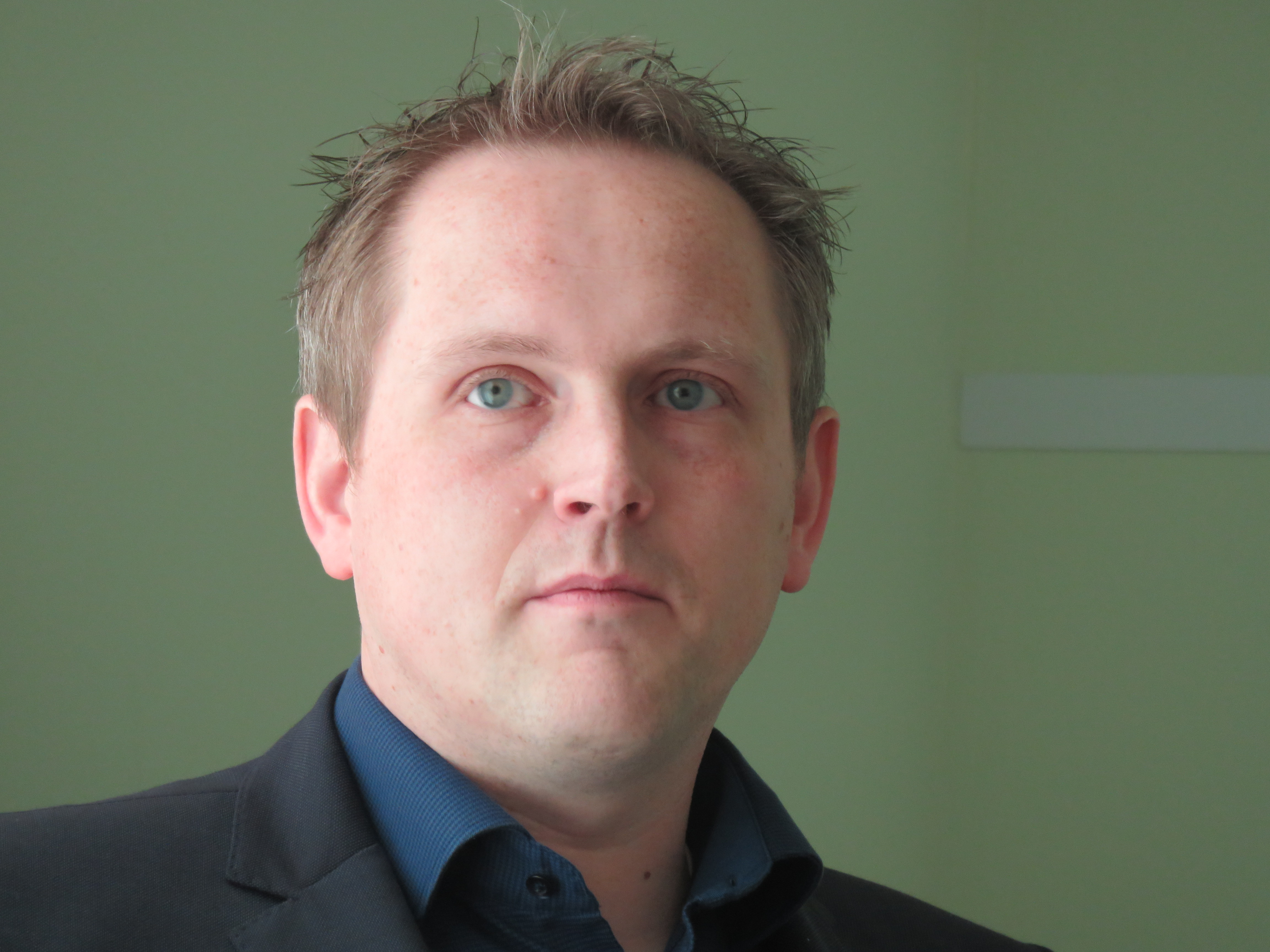
Volker Busskamp
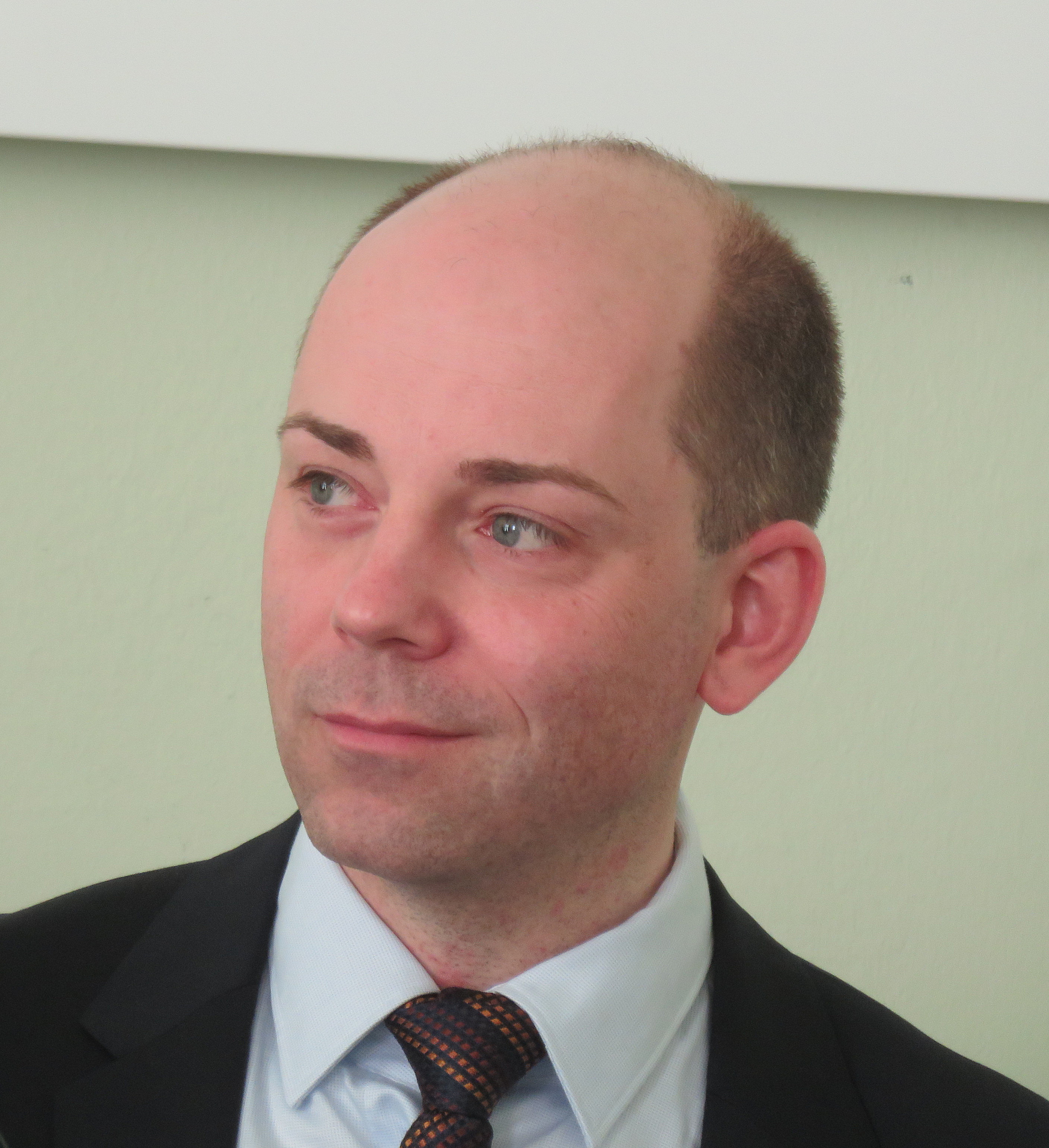
Tim Julius Schulz